# Marjan Cvetković
Marijan Cvetković, hrvaški komunist, prvoborec, partizan, politik in narodni heroj, * 1920, Sisak, † 1990.